# Grand Prix USA Západ 1976
Grand Prix USA Západ 1976 (oficiálně 1st United States Grand Prix West) se jela na okruhu Grand Prix of Long Beach v Long Beach v Kalifornii ve Spojených státech amerických dne 28. března 1976. Závod byl třetím v pořadí v sezóně 1976 šampionátu Formule 1.

## Závod
| Poř.   | No. | Jezdec             | Konstruktér        | Počet kol | Čas/Odstoupení | Pořadí na startu | Body |
| ------ | --- | ------------------ | ------------------ | --------- | -------------- | ---------------- | ---- |
| 1      | 2   | Clay Regazzoni     | Ferrari            | 80        | 1:53:18.471    | 1                | 9    |
| 2      | 1   | Niki Lauda         | Ferrari            | 80        | + 42.414       | 4                | 6    |
| 3      | 4   | Patrick Depailler  | Tyrrell-Ford       | 80        | + 49.972       | 2                | 4    |
| 4      | 26  | Jacques Laffite    | Ligier-Matra       | 80        | + 1:12.828     | 12               | 3    |
| 5      | 12  | Jochen Mass        | McLaren-Ford       | 80        | + 1:22.292     | 14               | 2    |
| 6      | 30  | Emerson Fittipaldi | Fittipaldi-Ford    | 79        | + 1 kolo       | 16               | 1    |
| 7      | 17  | Jean-Pierre Jarier | Shadow-Ford        | 79        | + 1 kolo       | 7                |      |
| 8      | 22  | Chris Amon         | Ensign-Ford        | 78        | +2 kola        | 17               |      |
| 9      | 8   | Carlos Pace        | Brabham-Alfa Romeo | 77        | + 3 kola       | 13               |      |
| 10     | 10  | Ronnie Peterson    | March-Ford         | 77        | + 3 kola       | 6                |      |
| NC     | 19  | Alan Jones         | Surtees-Ford       | 70        | + 10 kol       | 19               |      |
| NC     | 28  | John Watson        | Penske-Ford        | 69        | + 11 kol       | 9                |      |
| Ret    | 3   | Jody Scheckter     | Tyrrell-Ford       | 34        | Zavěšení       | 11               |      |
| Ret    | 16  | Tom Pryce          | Shadow-Ford        | 32        | Hřídel         | 5                |      |
| Ret    | 27  | Mario Andretti     | Parnelli-Ford      | 15        | Únik vody      | 15               |      |
| Ret    | 11  | James Hunt         | McLaren-Ford       | 3         | Nehoda         | 3                |      |
| Ret    | 34  | Hans Joachim Stuck | March-Ford         | 2         | Nehoda         | 18               |      |
| Ret    | 9   | Vittorio Brambilla | March-Ford         | 0         | Kolize         | 8                |      |
| Ret    | 7   | Carlos Reutemann   | Brabham-Alfa Romeo | 0         | Kolize         | 10               |      |
| Ret    | 6   | Gunnar Nilsson     | Lotus-Ford         | 0         | Zavěšení       | 20               |      |
| DNQ    | 21  | Michel Leclère     | Wolf-Williams-Ford |           |                |                  |      |
| DNQ    | 31  | Ingo Hoffmann      | Fittipaldi-Ford    |           |                |                  |      |
| DNQ    | 35  | Arturo Merzario    | March-Ford         |           |                |                  |      |
| DNQ    | 5   | Bob Evans          | Lotus-Ford         |           |                |                  |      |
| DNQ    | 20  | Jacky Ickx         | Wolf-Williams-Ford |           |                |                  |      |
| DNQ    | 24  | Harald Ertl        | Hesketh-Ford       |           |                |                  |      |
| DNQ    | 18  | Brett Lunger       | Surtees-Ford       |           |                |                  |      |
| Zdroj: |     |                    |                    |           |                |                  |      |

## Průběžné pořadí po závodě
Pohár jezdců
| Pořadí | Jezdec            | Body |
| ------ | ----------------- | ---- |
| 1      | Niki Lauda        | 24   |
| 2      | Patrick Depailler | 10   |
| 3      | Clay Regazzoni    | 9    |
| 4      | Jochen Mass       | 7    |
| 5      | James Hunt        | 6    |
| Zdroj: |                   |      |

Pohár konstruktérů
| Pořadí | Konstruktér  | Body |
| ------ | ------------ | ---- |
| 1      | Ferrari      | 27   |
| 2      | Tyrrell-Ford | 13   |
| 3      | McLaren-Ford | 9    |
| 4      | Shadow-Ford  | 4    |
| 5      | March-Ford   | 3    |
| Zdroj: |              |      |